# Анастазево
Анастазево (пол. Anastazewo) — село в Польщі, у гміні Повідз Слупецького повіту Великопольського воєводства.
Населення — 130 осіб (2011).
У 1975-1998 роках село належало до Конінського воєводства.

## Демографія
Демографічна структура станом на 31 березня 2011 року:
|          | Загалом | Допрацездатний вік | Працездатний вік | Постпрацездатний вік |
| -------- | ------- | ------------------ | ---------------- | -------------------- |
| Чоловіки | 60      | 12                 | 39               | 9                    |
| Жінки    | 70      | 20                 | 34               | 16                   |
| Разом    | 130     | 32                 | 73               | 25                   |